# Ratt
Ratt é uma banda de glam metal dos Estados Unidos de grande sucesso na década de 1980. Formada em San Diego, Califórnia, em 1976.
Inspirados por Aerosmith, Kiss, New York Dolls, Judas Priest, Led Zeppelin e Van Halen, começam em 1976, com o nome de Mickey Ratt (mudando para Ratt em 1983). Em 1992 interrompem suas atividades. Voltam em 1997 e seguem atuando desde então, apesar de uma disputa judicial pelo uso do nome da banda.

## Biografia
O Ratt foi formado em San Diego, Califórnia (EUA), nos anos 1970. A banda começou a carreira com o nome Mickey Ratt, que foi mudado para apenas Ratt no ano de 1983. Tinha em sua formação Stephen Pearcy no vocal, Robbin Crosby e Warren De Matini nas guitarras, Juan Croucier no baixo e Bobby Blotzer na bateria.
No ano de 1983 a banda lançou seu primeiro EP independente e autointitulado, e foi esse EP que despertou o interesse da Atlantic Records, que lançou em 1984 o álbum Out of the Cellar. Na turnê deste álbum o Ratt chegou a fazer 320 shows em 14 meses. O álbum continha a faixa "Round and Round", que participou dos jogos eletrônicos Guitar Hero Encore: Rocks the 80s e Grand Theft Auto Vice City Stories, podendo ser ouvida na rádio V-ROCK, do próprio jogo.
O próximo álbum, Invasion of Your Privacy, não obteve a mesma vendagem do álbum anterior. Eles saíram em turnê com o Bon Jovi abrindo. O álbum seguinte saiu em 1986 sob o título Dancing Undercover. Em 1988 saiu Reach for the Sky.
Em 1990, lançam Detonator. Em 1991 é lançada a coletânea Ratt & Roll 81-91. Nessa época Robbin Crosby deixa a banda. Em 1992 Stephen Pearcy também sai e forma a banda Arcade, e depois o Vertex. Ambas chegaram a lançar álbuns.
Em 1997, Pearcy volta à banda e o Ratt lança o álbum Collage. Em 1999 lançam outro álbum autointitulado. Após esses dois trabalhos, Stephen Pearcy deixa o Ratt novamente e começa a brigar judicialmente contra os outros integrantes pelo nome Ratt.
Mesmo sem Pearcy o Ratt segue em frente com uma formação diferente que conta com Jizzy Pearl (ex Love/Hate) nos vocais, John Corabi (ex-vocalista do Mötley Crüe) na guitarra, Robbie Crane no baixo, além de Warren De Martini e Bobby Blotzer.
Em 2002 Robbin Crosby morre em seu apartamento em Hollywood. No mesmo ano Stephen Pearcy perde o direito sobre o nome do Ratt, que acaba ficando com Bobby Blotzer e Warren De Martini. Ainda em 2002 a banda saí em turnê ao lado do Warrant, Dokken, Slaughter e L.A. Guns. Em 2007, Pearcy retorna ao Ratt e a banda sai em excursão.

## Integrantes

### Membros atuais
- Stephen Pearcy - vocal (1976- 1992,1996-2000,2006-2014,2016-Atualmente)
- Warren DeMartini - guitarra (1981-1992,1996-2014,2016-Atualmente)
- Carlos Cavazo - guitarra (2008-2014,2016-Atualmente)
- Juan Croucier - baixo (1982-1983,1983-1992,2012-2014,2016-Atualmente)
- Jimmy DeGrasso - bateria (2014,2016-Atualmente)

### Ex-membros
- Jizzy Pearl - vocal (2000-2006)
- Robbin Crosby - guitarra (1981-1991)(falecido em 2002)
- John Corabi - guitarra (2000-2008)
- Jake E. Lee - guitarra (1980-1981)
- Chris Hanger - guitarra (1976-1981)
- Keri Kelly - guitarra (1999-2000)

## Discografia
| - 1984: Out of the Cellar - 1985: Invasion Of Your Privacy - 1986: Dancing Undercover - 1988: Reach For The Sky - 1990: Detonator - 1999: Ratt - 2010: Infestation - 1991: Ratt'N'Roll - 1997: Collage - 2002: The Essentials - 2003: Metal Hits - 2005: Mickey Ratt: Ratt Era - Best Of - 2007: Tell the world: the very best of Ratt | - 1980: "Dr.Rock" - 1983: Ratt EP - 1984: "Wanted Man" - 1984: "Scene of the Crime" - 1984: "Round and Round" - 1985: "Lay It Down" - 1986: "You're in Love" - 1986: "Slip of the Lip" - 1986: "Body Talk" - 1986: "Dance" - 1987: "I Want a Woman" - 1988: "Way Cool Junior" - 1989: "What I'm After" - 1990: "Lovin' You Is a Dirty Job" |